# Adâncimi conjugate
Adâncimile conjugate reprezintă în mecanica fluidelor adâncimile secțiunilor unui curent lichid cu suprafață liberă, între care se formează saltul hidraulic. De regulă adâncimile curentului rapid și, respectiv, lent, se notează cu simbolurile {\displaystyle \scriptstyle h_{1}}, și {\displaystyle \scriptstyle h_{2}} sau {\displaystyle \scriptstyle H_{2}}. În cazul în care mișcarea are loc deasupra unui plan impermeabil și orizontal, notând prin {\displaystyle \scriptstyle A_{1}} si {\displaystyle \scriptstyle A_{2}} ariile secțiunilor curentului înainte și după realizarea saltului hidraulic, {\displaystyle \scriptstyle g} accelerația gravitațională și {\displaystyle \scriptstyle Q} debitul lichidului, atunci există relația:
{\displaystyle H_{1}A_{1}+{\frac {Q^{2}}{gA_{1}}}=H_{2}A_{2}+{\frac {Q^{2}}{gA_{2}}}}
Pentru canale dreptunghiulare, notand prin {\displaystyle q} debitul pe unitatea de lățime, {\displaystyle q={\frac {Q}{L}}}, pentru adâncimile conjugate ale canalului, se pot deduce relațiile:
{\displaystyle h_{1}={\frac {h_{2}}{2}}\left({\sqrt {1+{\frac {8q^{2}}{g{h_{2}}^{3}}}}}-1\right),h_{2}={\frac {h_{1}}{2}}\left({\sqrt {1+{\frac {8q^{2}}{g{h_{1}}^{3}}}}}-1\right)}